# Heliconius venus
Heliconius venus är en fjärilsart som beskrevs av Otto Staudinger 1882. Heliconius venus ingår i släktet Heliconius och familjen praktfjärilar. Inga underarter finns listade i Catalogue of Life.